# Cimego
Cimego – miejscowość i gmina we Włoszech, w regionie Trydent-Górna Adyga, w prowincji Trydent.
Według danych na rok 2004 gminę zamieszkiwało 407 osób, 40,7 os./km².
1 stycznia 2016 gmina przestała istnieć.